# 浙江海洋大学
29°57′47″N 122°11′12″E / 29.96293°N 122.18669°E
浙江海洋大学，简称浙海大，是一所位于中国浙江省舟山市定海区的公办本科层次的高等院校，由自然资源部与浙江省人民政府共建。
该校历史可以追溯到1958年成立的舟山水产学院，此后历经多次易名改制，最终于2016年更名为浙江海洋大学，延续至今。现今该校以海洋学科为特色，其海洋科学、船舶与海洋工程、轮机工程、航海技术等学科也在中国大陆享有一定的知名度，並建立了綜合性、多科系的教學體制，理学、农学、工学、文学、经济学、管理学等学科也得到了一定的发展。

## 历史沿革
1949年，中华人民共和国成立后，中央人民政府开始采取各项措施以促进国民经济恢复发展，并曾召开第一次、第二次全国渔业会议，期间，政府明确提出在全国各地筹建教授水产科学的中、高级学校，以培养水产专门技术人才及各级干部，发展水产事业。1958年，成立舟山水产学院。在文化大革命期间，学院曾停止招生。1975年，中华人民共和国国务院同意学校更名为浙江水产学院。
文化大革命结束后的1978年，舟山地区以中等專業學校舟山师范学校为基础筹办师范专科学校。同年4月，浙江省革命委员会决定在国务院尚未批准前，舟山师范学校先以浙江师范学院舟山分校的名义招收高中毕业生，同时保留舟山师范学校建制。1981年7月，两校分设，1983年12月，浙江师范学院舟山分校改名舟山师范专科学校。
1985年，浙江水产学院在邻近的宁波市设立分校，其后部分系所亦迁入宁波市；1992年，该校教员及学生曾要求浙江省主管机关将全校迁往宁波市，但受到了舟山市一些民众的反对。从而引发争议。中華人民共和國國務委員李铁映及中共舟山市委则支持浙江水产学院留在舟山市，1994年9月，中共浙江省委最终决定浙江水产学院宁波分校与宁波大学合并，但浙江水产学院本部仍然维持建制并留在舟山市。
1998年，浙江水产学院与舟山师范专科学校合并组建为浙江海洋学院。其后舟山卫生学校、浙江水产学校、浙江省海洋水产研究所、舟山石化学校、舟山商业学校等一些学校系所也并入该校。2010年，中共舟山市委及舟山市人民政府成立“创建浙江海洋大学工作领导小组”，以帮助浙江海洋学院改名为浙江海洋大学。2016年，中华人民共和国教育部同意浙江海洋学院改名浙江海洋大学，同时将其举办的独立学院浙江海洋学院东海科学技术学院更名为浙江海洋大学东海科学技术学院。同年，中国国家海洋局和浙江省人民政府决定合作共建浙江海洋大学。
2021年10月15日，中华人民共和国教育部及浙江省人民政府批复同意，原属于浙江海洋大学的独立学院东海科学技术学院及位于宁波市的浙江医药高等专科学校合并设置本科层次职业学校浙江药科职业大学。

## 校园环境

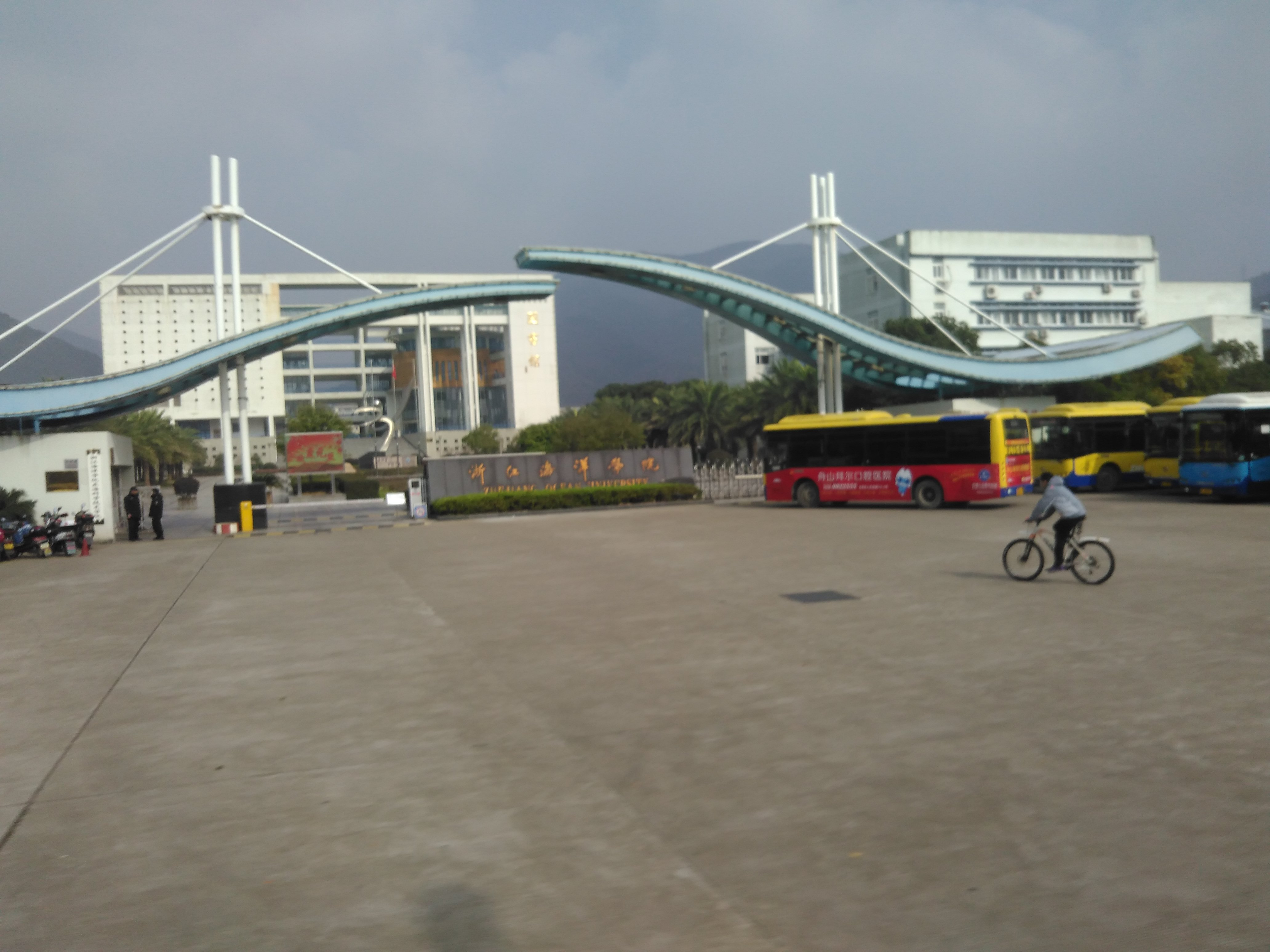
浙江海洋学院（定海校区）

1960年，舟山水产学院定校址于舟山專區普陀县平阳浦，后迁至舟山市海院路18号。学校曾于1985年至1994年在宁波市设立分校区。海院路18号後來成為浙江海洋大学的定海校区。
本部长峙校区（又稱新城校区）在舟山岛以南的长峙岛海大南路1号。校區由綠城中國公司设计，面海环山，校园内遍植樱花；主要建筑则呈现法式风格，白墙蓝。

## 学术研究

### 学科设置
1958年舟山水产学院成立之初，成立了三个本科专业。至1989年，浙江水产学院已经拥有海洋渔业、水产养殖、机械、航海、经济管理及食品工程6个系所，开设5个本科专业及4个专科专业。1994年，部分专业并入宁波大学。1998年，浙江水产学院与舟山师范专科学校等学校合并后，学科综合性不断增加。
至2020年，浙江海洋大学成立了10个二级学院，下设有46个本科专业。并拥有一级学科硕士点9个及专业学位授权类别5个。浙海大的学科竞争力也逐步提升，在“十三五”期间，该校有4个专业获浙江省教育厅评为“浙江省优势专业”、8个专业获评“浙江省新兴特色专业”。现今，该校也在积极争取争取博士学位授权点。
| 教学单位名称       | 学科 | 网页 |
| ------------------ | --- | ---- |
| 海洋科学与技术学院 | 海洋科学、海洋技术、生物科学、环境科学与工程                                                                             | ※    |
| 水产学院           | 海洋渔业科学与技术、水产养殖学、海洋资源与环境、水族科学与技术                                                           | ※    |
| 食品与药学学院     | 食品科学与工程、食品质量与安全、药学、生物制药                                                                           | ※    |
| 船舶与海运学院     | 船舶与海洋工程、海洋工程与技术、航海技术、交通管理、轮机工程（轮机管理方向、船机修造方向）、能源与动力工程               | ※    |
| 海洋工程装备学院   | 机械设计制造及其自动化、机械电子工程、电气工程及其自动化、港口航道与海岸工程、土木工程                                   | ※    |
| 石油化工与环境学院 | 油气储运工程、化学工程与工艺、环境科学与工程、安全工程、海洋油气工程                                                     | ※    |
| 信息工程学院       | 数学与应用数学（师范类）、物理学（师范类）、计算机科学与技术、数据科学与大数据技术、电子信息工程、机器人、信息与计算科学 | ※    |
| 经济与管理学院     | 行政管理、旅游管理、经济学、物流管理、财务管理                                                                           | ※    |
| 师范学院           | 汉语言文学、历史学、小学教育                                                                                             | ※    |
| 外国语学院         | 英语（含师范类）、商务英语                                                                                               | ※    |
| 马克思主义学院     | （主管全校学生思想政治教育课程）                                                                                         | ※    |

### 学术资源

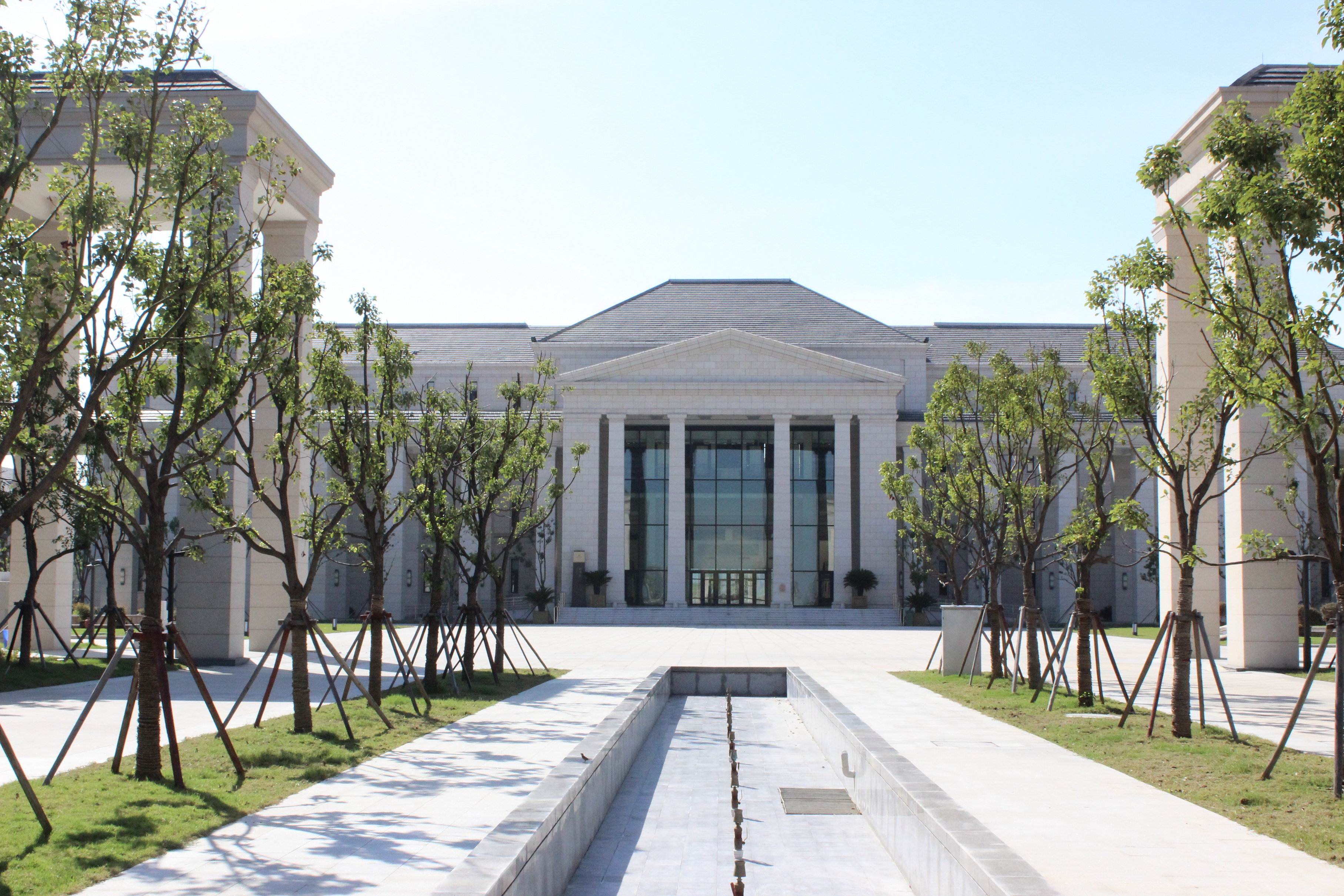
浙江海洋大学长峙岛校区的图书馆

浙江海洋大学濒临东海，致力于将海洋元素融入学术研究。该学校人文学院（即今师范学院）于20世纪90年代成立了海洋文化研究所，其后又建立了舟山海洋文化遗产研究基地、观音文化研究所等研究机构。海洋文化研究所也承担“浙江海洋文学研究”、“中国古代海洋小说与文化”、“浙江海洋民间宗教研究”等浙江省级研究课题，获得了一定的研究成果。2012年，学校获浙江省文化厅承认为浙江省“非物质文化遗产研究基地”。此外，学校亦依托现有资源优势，聚焦中国海洋事业等国家战略，成立了鸦片战争研究中心、海洋设施养殖工程技术协同创新中心等研究机构。浙海大在东海野生大黄鱼、海湾扇贝等水生生物的保育、养殖上也取得一定成果。
舟山水产学院建校伊始，学校只有一间由原浙江水产干部学校并入而成的图书室，藏书不过2,000册。其后，馆内典藏随着学校招生规模扩大而增加，1983年，图书馆建成专用馆舍。截至2020年12月，浙江海洋大学校图书馆共有纸质图书116.97万册，电子图书153万册。其中也不乏涉海类特色文献，海洋渔业、水产品加工、海水养殖、淡水渔业和渔业机械等专业书刊资料均较为齐全，亦拥有完备的沿海省市的地方志典藏。并设置有“海洋文献阅览室”以及一些海洋特色数据库及专柜。
《浙江海洋大学学报》有人文科学版及自然科学版，二刊均为由浙江省教育厅主管、浙江海洋大学主办的学术性期刊。创刊于1984年，双月出版。亦为《中国期刊网》、万方数据、《中国学术期刊（光盘版）》等数据库全文收录期刊。曾获得“全国水产报刊优秀期刊”三等奖。

## 校园文化
海洋文化是濒临东海的浙江海洋大学校园文化之重要特征。学校亦积极推广海洋文化教育，也是中国“海洋文化教育联盟”的成员学校之一。浙海大也积极推进校园媒体转型社会化，2007年，学校组建了一支由学生组成的全媒体通讯社鸥讯社，获得了在校生的积极反响，学校亦因此获得中国高校传媒联盟获评“中国高校传媒联盟培训基地”。

## 对外交流
浙江海洋大学与一些国家的高等院校已经开始合作举办一些学科。2014年3月，浙江海洋大学与俄罗斯圣彼得堡国立海洋技术大学合作举办了船舶与海洋工程专业本科教育项目，成为大学的首个中外合作办学项目，其后中外合作办学项目不断增加。截至2020年，浙江海洋大学已经与国外16所大学联合设立了26个培养项目。2018年，浙江海洋大学与意大利比薩大學合作创设的办学机构——浙江海洋大学比萨海洋研究生学院也获得国家教育部批准运营，为中国当时名为“海洋大学”的5所海洋类大学中第一个中外合作办学机构。
进入21世纪以来，浙江海洋大学也響應中國政府的「一帶一路」政策，深化与各参与国的合作，学校帮助位于南太平洋的汤加王国培养海员、渔业等方面的人才，并计划与汤加共同建立中国－汤加国际海洋大学、中汤合作海洋研究所、中汤合作海水养殖基地等机构，以提高汤加渔业水平。浙江海洋大学与汤加的合作也得到了汤加政府的认可，校内成立了汤加经济贸易旅游舟山中心，而曾任汤加首相的图伊瓦卡诺也在2018年访问了该校。学校也招收了来自俄罗斯、坦桑尼亚、柬埔寨等国的外国留学生。該校也依託文化資源優勢，在舟山市下屬的普陀区蚂蚁岛建立了來華留學生文化探索基地，幫助留學生理解中國文化。

### 引用
网页及新闻报道
- . 人民网. 2021-04-11.
- 徐博龙. . 《舟山日报》. 2018-11-04.[]
- . 中华人民共和国教育部. 1998-03-06.
- . 浙江在线. 2016-04-20.[]
- . 浙江在线. 2016-11-26.[]
- 浙江省人民政府. . 浙江省人民政府. 2021-10-18. （原始内容存档于2021-11-03）.
- . 浙江在线. 舟山晚报. 2015-03-26.
- 潘杰. . 浙江在线. 2014-08-13  [2023-02-21]. （原始内容存档于2016-05-03）.
- 余若望; 陈位权. . 浙江在线. 2019-04-13.[]
- 董佩军. . 浙江在线. 舟山日报. 2019-11-16.
- 王利明. . 浙江在线. 2019-04-11.[]
- . 浙江省教育厅. 2020-01-09.
- . 浙江在线. 舟山晚报. 2015-03-11.[]
- . 中华人民共和国教育部. 2018-09-20  [2023-02-22]. （原始内容存档于2020-02-21）.
- . 浙江在线. 2015-09-04.[]
- . 浙江在线. 2018-09-20.[]
- . 浙江在线. 2018-12-09.[]
- . 浙江在线. 2018-12-24.[]
- . 新华通讯社. 2018-09-18  [2023-02-22]. （原始内容存档于2020-08-10）.
- . 中国青年报. 新华通讯社. 2017-08-07  [2023-02-22]. （原始内容存档于2019-07-29）.
- . 新华通讯社. 2020-03-26  [2023-02-22]. （原始内容存档于2020-12-02）.
- . 浙江在线. 2021-04-27.[]

年鉴与地方志
- 《浙江省教育志》编纂委员会. . . 浙江大学出版社.   [2023-02-21]. （原始内容存档于2022-12-16）.
- 浙江省图书馆志编纂委员会. . . 中国书籍出版社. ISBN 7-5068-0416-6.
- 《浙江省教育志》编纂委员会. . . 浙江大学出版社.   [2023-02-21]. （原始内容存档于2022-12-16）.
- 浙江省图书馆志编纂委员会. . . 中国书籍出版社. ISBN 7-5068-0416-6.

期刊论文
- 沈新. . 《中国水产》. 1983年, (12): 29  [2023-02-21]. （原始内容存档于2019-06-18）.
- 倪浓水. . 《教书育人》. 2014年, (3): 102–103.[]
- 钟家瑞. . 《浙江水产学院学报》. 1996年12月, 15 (4): 280–285.[]
- 刘红艳; 黄萍. . 《城建档案》. 2021-10-22, (9): 118–119. ISSN 1674-0289.
- 学报编辑部. . 《浙江水产学院学报》. 1992年, (1): 23.[]